# St. Ansgar (Berlin)

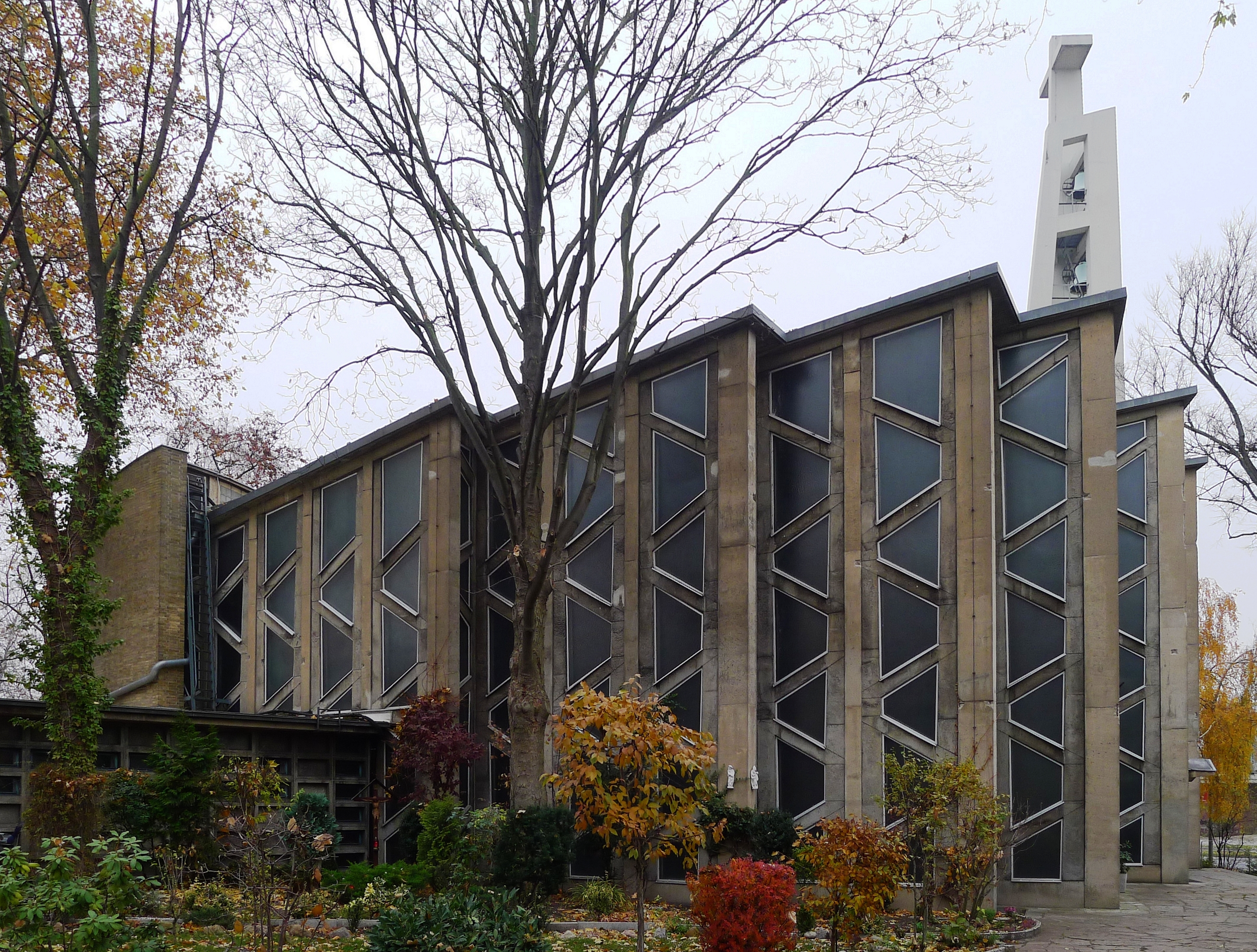
St.-Ansgar-Kirche

Der Gebäudekomplex der römisch-katholischen St.-Ansgar-Kirche und die Gebäudetrakte für Sakristei, Pfarrhaus und Gemeindesaal liegen in der Klopstockstraße 31 im Berliner Ortsteil Hansaviertel des Bezirks Mitte. Die Anlage steht mit den übrigen Bauwerken der Interbau unter Denkmalschutz.

## Geschichte
St. Ansgar wurde 1926 als letzte Tochtergemeinde der Weddinger Pfarrei St. Sebastian gegründet. Die Gottesdienste führte die Gemeinde in einer Notkirche ganz in der Nähe des heutigen Kirchenstandorts durch, die aus einer Garage auf dem Hof der Altonaer Straße 22 entstanden war. 1938 wurde St. Ansgar Kuratie, 1941 wurde sie zur Pfarrei erklärt. Die Kapelle fiel 1943 mit dem ganzen Hansaviertel den Bomben zum Opfer. Seit 1948 benutzte die Gemeinde einen zur Notkirche umgebauten Pfarrsaal im Erdgeschoss des Vorderhauses der Altonaer Straße 22. Die neue St.-Ansgar-Kirche entstand als Ersatz für die zerstörte Kirche desselben Schutzpatrons Ansgar. Die Grundsteinlegung erfolgte am 21. Oktober 1956, die Konsekration fand am 1. November 1957 durch Julius Döpfner statt. Am 1. November 2003 fusionierte die St. Ansgar-Gemeinde mit der 1910 gegründeten Gemeinde St. Laurentius.
Zum 1. Januar 2019 wurde die Pfarrei St. Laurentius unter dem Namen St. Ansgar als pastoraler Raum im Erzbistum Berlin mit den fünf vormaligen Pfarreien St. Aloysius, St. Joseph, St. Paulus, St. Petrus und St. Sebastian zur neuerrichteten Pfarrei St. Elisabeth zusammengeführt. Damit ist St. Elisabeth die erste Pfarrei neuen Typs im Erzbistum Berlin, die den Prozess "Wo Glauben Raum gewinnt" durchlaufen hat.

## Baubeschreibung
Die Kirche entstand ebenso wie die benachbarte evangelische Kaiser-Friedrich-Gedächtniskirche 1957 im Rahmen der Interbau, die erste tatsächlich realisierte Bauausstellung in Berlin. Die zeitgenössische Presse würdigte die beiden Kirchen als Musterlösungen für den modernen Sakralbau, deren Architektur mit neuartigen Grundrissen und modernen Materialien eine einzigartige Raumwirkung erzielten.
Der Entwurf von Willy Kreuer sah ein sogenanntes „Pfarrgehöft“ vor, zu dem außer dem Kirchengebäude mit 250 Plätzen ein zweigeschossiges Pfarrhaus und ein Gemeindesaal gehören. Bindeglied zwischen Pfarrhaus und Kirche bildet die Sakristei. Zur Straße hin ist der Komplex durch eine freistehende Mauer begrenzt.

### Kirchenschiff
Der Grundriss des Kirchenschiffs besteht aus einer Parabel, in deren Scheitel sich die Altarwand befindet. Der nördliche Parabelbogen besteht aus einer geschlossenen graugelben Ziegelwand, um die Kirche vom Lärm der nahen Stadtbahn abzuschirmen. Der südliche Bogen hat zur Eingangsfront hin Stahlbeton-Stützen auf sägezahnförmigem Grundriss, zwischen ihnen befinden sich senkrechte Fensterbänder, die mit trapezförmigen Betonrahmen unterteilt sind. Er geht in die dreifach abgestufte Eingangsfront über, die ebenfalls aus einer Folge von Fensterbändern zwischen Stahlbeton-Stützen besteht.
Das Tragwerk des Stahlbetonskelettbaus ist in Sichtbeton ausgeführt. Die Kassettendecke des Innenraums, die sich leicht zum Altarraum hin neigt und dort endet, wird aus einem Tragwerkgitter von Unterzügen in Längs- und in Querrichtung gebildet. Der um vier Stufen erhöhte Altarraum wird von Fenstern indirekt beleuchtet, die sich in der Wand zwischen seiner Flachdecke und der niedrigen Decke des übrigen Kirchenschiffs befinden.

### Turm
Der seitlich stehende Campanile, für den am 21. Oktober 1957 der Grundstein gelegt wurde, besteht aus drei Betonstützen, die im oberen Bereich waagrecht verbunden sind. Eine Stütze setzt sich als Kreuz fort.

### Glocken
Im offenen Glockenstuhl hängen drei Gussstahlglocken, die 1957 vom Bochumer Verein gegossen wurden. Das Geläut ist auf die Glocken der benachbarten Kaiser-Friedrich-Gedächtniskirche abgestimmt.
| Schlagton | Gewicht (kg) | Durchmesser (cm) | Höhe (cm) | Inschrift |
| --------- | ------------ | ---------------- | --------- | --- |
| f'        | 780          | 126              | 108       | Schulter: + MICH STIFTETE DER DEUTSCHE BUNDESKANZLER DR. CONRAD ADENAUER AD 1957 Flanke: HEILIGER ANSGAR + + + + +           |
| gis'      | 440          | 105              | 090       | Schulter: + MICH STIFTETE DER DEUTSCHE BUNDESKANZLER DR. CONRAD ADENAUER AD 1957 Flanke: HEILIGER OTTO VON BAMBERG + + + + + |
| h'        | 300          | 094              | 080       | Schulter: + MICH STIFTETE DER DEUTSCHE BUNDESKANZLER DR. CONRAD ADENAUER AD 1957 Flanke: HEILIGER CONRAD + + + + +           |

## Ausstattung

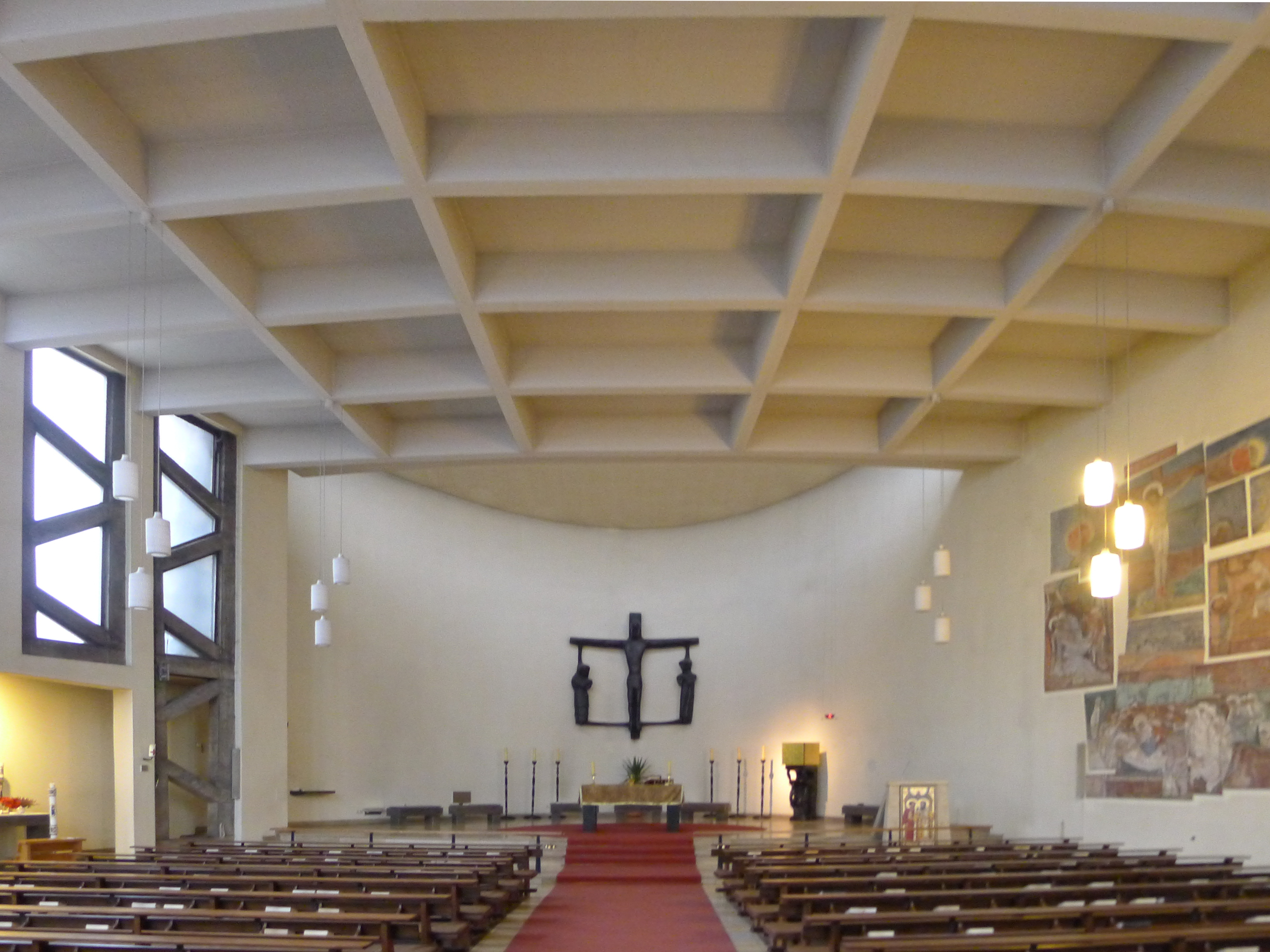
Innenraum (2012)

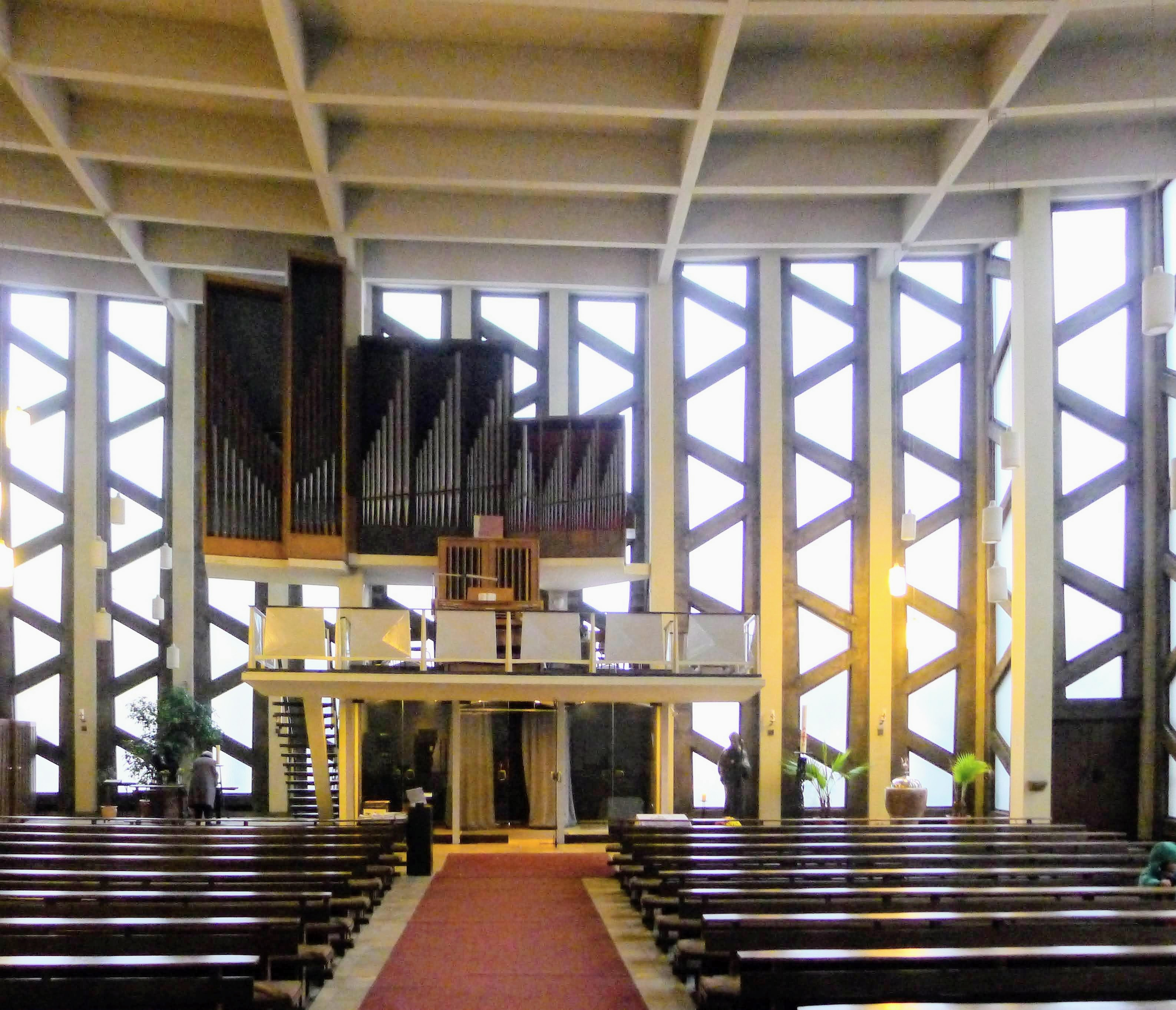
Blick zur Orgel

Entsprechend der Liturgiereform des Zweiten Vatikanischen Konzils wurde der Altarraum nachträglich verändert. Der Volksaltar, der ursprünglich an der Rückwand des Altarraumes stand, wurde vorgerückt.
Die Kreuzigungsgruppe vor der Altarwand aus Stucco lustro stammt von Ludwig Gabriel Schrieber. An der rechten Wand befindet sich ein Fresko-Teppich mit der Darstellung von 20 Kreuzwegstationen von Ludwig Peter Kowalski. Die Statue des Pfarrpatrons aus Bronze, geschaffen von Simon Schrieber, wurde 1995 aufgestellt.
Über dem Eingang befindet sich eine freischwebende Betonplatte, die als Empore für die Orgel dient. Auf ihr steht eine dreimanualige Orgel mit 31 Registern von der Karl Schuke Berliner Orgelbauwerkstatt.
Die Disposition lautet wie folgt:
| I Hauptwerk C–g''' |             |       |
| 1.                 | Quintadena  | 16′   |
| 2.                 | Prinzipal   | 8′    |
| 3.                 | Gemshorn    | 8′    |
| 4.                 | Oktave      | 4′    |
| 5.                 | Spillpfeife | 4′    |
| 6.                 | Rohrnasat   | 2 ⁄3′ |
| 7.                 | Waldflöte   | 2′    |
| 8.                 | Mixtur 4–6f | 1 ⁄3′ |
| 9.                 | Trompete    | 8′    |

| II Positiv C–g''' |                       |      |
| 10.               | Rohrflöte             | 8′   |
| 11.               | Italienisch Prinzipal | 4′   |
| 12.               | Quintadena            | 4′   |
| 13.               | Rohrpfeife            | 2′   |
| 14.               | Tertian               | 2f   |
| 15.               | Oberton               | 2f   |
| 16.               | Scharf                | 3-5f |
| 17.               | Krummhorn             | 8′   |
|                   | Tremulant             |      |

| III Brustwerk schwellbar C–g''' |              |       |
| 18.                             | Holzgedackt  | 08′   |
| 19.                             | Rohrflöte    | 04′   |
| 20.                             | Prinzipal    | 02′   |
| 21.                             | Sifflöte     | 2f    |
| 22.                             | Sesquialtera | 1 ⁄3′ |
| 23.                             | Cymbel       | 3f    |
| 24.                             | Vox Humana   | 08′   |
|                                 | Tremulant    |       |

| Pedal C–f' |             |     |
| 25.        | Subbaß      | 16′ |
| 26.        | Oktavbaß    | 08′ |
| 27.        | Pommer      | 08′ |
| 28.        | Hohlflöte   | 04′ |
| 29.        | Bauernflöte | 02′ |
| 30.        | Posaune     | 16′ |
| 31.        | Schalmei    | 04′ |